# Lycette Darsonval
Lycette Darsonval (12 de febrero de 1912 - 1 de noviembre de 1996) fue una bailarina de ballet y actriz francesa.
Nació en Coutances (Manche). Era una bailarina callejera en la calle de Montmartre, ingresó a los 23 años en la Ópera de París, donde se convirtió en una de las intérpretes más destacadas de la "Generación Lifar", ascendida al rango de primera bailarina en 1940. Siendo oficial el título de estrella solo a partir de 1941, Solange Schwarz y Lycette Darsonval serían las primeras bailarinas en llevar este título. En 1957 dirigió el Ballet de la Ópera de París, de la que se retiró para tomar la dirección del ballet de Niza.
De gran notoriedad, hizo apariciones en el cine como en Douce de Claude Autant-Lara (1943).

## Filmografía
- 1942: La Danse éternelle de René Chanas y el doctor François Ardoin (cortometraje), con Roland Petit
- 1942: Symphonie en blanc de René Chanas y el doctor François Ardoin (cortometraje), con Serge Peretti
- 1943: Douce de Claude Autant-Lara, con Odette Joyeux
- 1943: Vautrin de Pierre Billon, con Madeleine Sologne
- 1943: Une journée à l'opéra de René Hervouin (cortometraje), con Serge Lifar
- 1949: Paris capitale de la danse de Marcel Martin (cortometraje), con Micheline Grimoin
- 1950: Montmartre (film) de Jean-Claude Bernard (mediana duración), con Serge Golovine

## Premios y distinciones
- Comendador de la Orden Nacional del Mérito
- Caballero de las Artes y las Letras